# Arthur Mailey
Pour les articles homonymes, voir Mailey.
Arthur Alfred Mailey est un joueur de cricket international australien, caricaturiste et journaliste né le 3 janvier 1886 à Zetland en Nouvelle-Galles du Sud et mort le 31 décembre 1967 à Kirrawee. Ce leg spinner de l'équipe de Nouvelle-Galles du Sud dispute 21 matchs de Test cricket avec l'équipe d'Australie entre 1920 et 1926.

## Biographie
Arthur Alfred Mailey naît le 3 janvier 1886 à Zetland, une banlieue de Sydney. Il joue pour le club de Redfern en Sydney Grade Cricket, et débute en first-class cricket avec l'équipe de Nouvelle-Galles du Sud en 1912. Ayant rejoint le club de Balmain, il aide l'équipe à remporter son premier titre en première division du Sydney Grade Cricket en 1915-1916, prenant en particulier 102 wickets en treize rencontres.
Il est sélectionné pour la première fois avec l'équipe d'Australie en 1920, lors des Ashes contre l'équipe d'Angleterre. Il réussit à prendre 36 wickets au cours de la série de cinq matchs. Dans le quatrième, il réussit en particulier une performance de 9/121 — 9 wickets pris pour 121 runs concédés — dans la deuxième manche. Aucun australien n'a réussi mieux depuis en test-matchs.
Il participe à la tournée australienne en Angleterre en 1921. Il élimine dix joueurs adverses dans la seconde manche du match contre le Gloucestershire, concédant soixante-six runs. La performance lui inspirera le titre de son autobiographie, 10 for 66 And All That.
Parallèlement à sa carrière sportive, il entame une carrière de caricaturiste pour des journaux anglais et australiens.
La tournée australienne en Angleterre en 1926 est l'occasion de ses derniers matchs internationaux.

## Style de jeu
Arthur Mailey est un leg spinner capable de donner beaucoup d'effet à la balle. Opiniâtre, il n'hésite pas à concéder un grand nombre de runs tant qu'il réussit à prendre des wickets.

## Bilan sportif

### Principales équipes
|                        | Test        |
| ---------------------- | ----------- |
| Australie              | 1920-1926   |
|                        | First-class |
| Nouvelle-Galles du Sud | 1912-1929   |